# X No.4
X No.4（エックス・ナンバー・フォー、生年月日不明 - ）は、日本の女子プロレスラー。
覆面レスラーとして登場したことからMiss.X（ミス・エックス）という愛称でも呼ばれて豊満な胸による魅力で人気を集めた。

## 経歴
- 2002年6月23日、KAIENTAI DOJOディファ有明大会の対MARU戦でデビュー。ユニット「X's」に加入。その後、失踪する。
- 2004年6月6日、千葉Blue Fieldで開催した「X's卒業興行」の全試合終了後に来場したが姿を消す。

## 得意技
Xスピアー

## 入場曲
- CYBER FLY（SP-MORRY） ※「KAIENTAI DOJO vol.2」に収録

## テレビ出演
- THIS IS KAIENTAI DOJO（GAORA）